# Rudolph Sternad
Rudolph Sternad (* 6. Oktober 1906 in der Bronx, New York City, New York; † 21. April 1963 in Los Angeles, Kalifornien) war ein US-amerikanischer Filmarchitekt, der an mehr als zwanzig Filmen des Regisseurs und Filmproduzenten Stanley Kramer mitarbeitete und dreimal für den Oscar für die besten Filmbauten nominiert war. 

## Leben
Sternad wurde 1922/23 am Cooper Union Institute, 1924 an der École des Beaux-Arts und 1925 am Chouinard Art Institute ausgebildet. 1926 stieß er als Zeichner zum Film, arbeitete anschließend als Ausstatter und ab 1936, beginnend mit dem Film Die Botschaft an Garcia, als Chefarchitekt. Im Laufe seiner Karriere war Sternad im Dienste der 20th Century Fox, United Artists und MGM an der Herstellung von über siebzig Filmen beteiligt, wobei allein mehr als zwanzig dieser Filme unter der Regie oder Produktion Stanley Kramers entstanden.
Seine erste von drei Nominierungen für den Oscar für das beste Szenenbild erhielt er bei der Oscarverleihung 1943 mit Lionel Banks und Fay Babcock für den Schwarzweißfilm Zeuge der Anklage, einer Filmkomödie mit Cary Grant, Jean Arthur und Ronald Colman unter der Regie von George Stevens aus dem Jahr 1942. 1946 war er für den Oscar in dieser Kategorie zusammen mit Stephen Goosson und Frank Tuttle für den Farbfilm A Thousand and One Nights (1945) nominiert, einem Abenteuerfilm von Alfred E. Green mit Evelyn Keyes, Phil Silvers und Adele Jergens. Zuletzt folgte eine Nominierung für den Oscar für das beste Szenenbild gemeinsam mit George Milo bei der Oscarverleihung 1962 für die unter dem Titel Urteil von Nürnberg (1961) unter der Regie Kramers entstandene Schwarz-Weiß-Verfilmung der Nürnberger Juristenprozesse von 1947 mit Spencer Tracy, Burt Lancaster und Richard Widmark in den Hauptrollen.
Sternads letzte Arbeit, The Fool Killer, kam zwei Jahre nach seinem überraschenden Tod in die Kinos.

## Filmografie (Auswahl)
- 1936: Die Botschaft an Garcia (A Message to Garcia)
- 1938: Vier Mann – ein Schwur (Four Men and a Prayer)
- 1938: Suez
- 1941: Adam hatte vier Söhne (Adam Had Four Sons)
- 1942: Fräulein Mama (The Lady Is Willing)
- 1943: Immer mehr, immer fröhlicher (The More the Merrier)
- 1945: Tonight and Every Night
- 1946: Der Bandit und die Königin (The Bandit of Sherwood Forest)
- 1947: Eine Göttin auf Erden (Down to Earth)
- 1947: Blondie’s Holiday
- 1948: Ein Pferd namens October (The Return of October)
- 1948: Achtung! Atomspione! (Walk a Crooked Mile)
- 1949: Zwischen Frauen und Seilen (Champion)
- 1950: Auf dem Kriegspfad (Davy Crockett, Indian Scout)
- 1951: The Well
- 1952: Das Himmelbett (The Four Poster)
- 1952: Der unsichtbare Schütze (The Sniper)
- 1952: Mein Sohn entdeckt die Liebe (The Happy Time)
- 1952: Zwölf Uhr mittags (High Noon)
- 1952: Das Mädchen Frankie (The Member of the Wedding)
- 1953: Der Gehetzte (The Juggler)
- 1960: Wer den Wind sät (Inherit the Wind)
- 1963: Eine total, total verrückte Welt (It’s a Mad, Mad, Mad, Mad World)
- 1964: Lady in a Cage
- 1965: The Fool Killer